# 沼泽棕属
沼泽棕属（学名：Acoelorrhaphe）是棕榈科下的一个属。

## 下属物种
本属包括以下物种：
- Acoelorrhaphe wrightii (Griseb. & H.Wendl.) H.Wendl. ex Becc.